# Georgi Mirtschew
Georgi Mirtschew (bulgarisch Георги Мирчев; * 22. August 1985 in Sofia) ist ein ehemaliger bulgarischer Naturbahnrodler.

## Karriere
Mirtschew begann 1995 mit dem Rodelsport. Nachdem er bereits im Interkontinentalcup gestartet war, nahm er im Februar 2002 erstmals an einer internationalen Juniorenmeisterschaft, der Juniorenweltmeisterschaft in Gsies, teil. Dort kam er allerdings nur auf den 35. und letzten Platz im Einsitzer. Im nächsten Winter startete Mirtschew neben dem Einsitzer auch zusammen mit Galabin Bozew im Doppelsitzer. Bei der Junioreneuropameisterschaft 2003 in Kreuth belegte er im Einsitzer als Drittletzter den 39. Platz und im Doppelsitzer mit Bozew als Letzter den siebenten Platz. Obwohl er nie im Weltcup gestartet war, nahm Mirtschew auch an der eine Woche später ausgetragenen Weltmeisterschaft 2003 in Železniki teil. Dort fuhr er im Einsitzer unter 48 gewerteten Rodlern auf Rang 44, womit er hinter Bozew zweitbester der fünf gestarteten Bulgaren war. Im Doppelsitzer erzielte er mit Galabin Bozew wieder nur den zwölften und letzten Platz. Nach 2003 nahm Georgi Mirtschew an keinen internationalen Wettkämpfen mehr teil.

## Erfolge
(Doppelsitzer mit Galabin Bozew)

### Weltmeisterschaften
- Železniki 2003: 44. Einsitzer, 12. Doppelsitzer

### Juniorenweltmeisterschaften
- Gsies 2002: 35. Einsitzer

### Junioreneuropameisterschaften
- Kreuth 2003: 39. Einsitzer, 7. Doppelsitzer